# Regaji
Regaji is een bestuurslaag in het regentschap Karo van de provincie Noord-Sumatra, Indonesië. Regaji telt 656 inwoners (volkstelling 2010).